# Geert Stuyver
Geert Jan Stuyver (Gante, 14 de maio de 1964) é um bispo católico belga do Instituto Madre do Bom Conselho uma congregação de padres sedeprivacionista em sua maioria italianos que se separou da Fraternidade Sacerdotal de São Pio X sob a liderança de Dom Francesco Ricossa.

## Biografia
Geert Stuyver nasceu em 14 de maio de 1964 em Gante, Bélgica.
Stuyver foi ordenado sacerdote pelo bispo Robert McKenna em 1996. Em 16 de janeiro de 2002, McKenna consagrou Stuyver ao episcopado no Seminário São Pedro Mártir da IMBC em Verrua Savoia, perto de Turim, Itália. Dom Francesco Ricossa e Joseph Selway ajudaram como servidores do altar.
Stuyver é superior de uma comunidade do Instituto em Dendermonde, Bélgica.
Stuyver reside em Dendermonde na província flamenga, celebra em uma capela local (Capela de Nossa Senhora do Bom Conselho) e em outras capelas na Bélgica, França e Itália.
É bispo do Instituto Madre do Bom Conselho e representante na Europa da Tese Cassiciacum que administra os sacramentos a crianças e adultos e a ordem sagrada aos sacerdotes.

## Ver Também
- Michel-Louis Guérard des Lauriers
- Robert McKenna
- Instituto Madre do Bom Conselho